# Montanera
Montanera là một đô thị tại tỉnh Cuneo trong vùng Piedmont của Italia, vị trí cách khoảng 70 km về phía nam của Torino và khoảng 13 km về phía đông bắc của Cuneo. Tại thời điểm ngày 31 tháng 12 năm 2004, đô thị này có dân số 727 người và diện tích 11,1 km².
Montanera giáp các đô thị: Castelletto Stura, Centallo, Fossano, Morozzo và Sant'Albano Stura.